# 駐帛琉外交機構列表

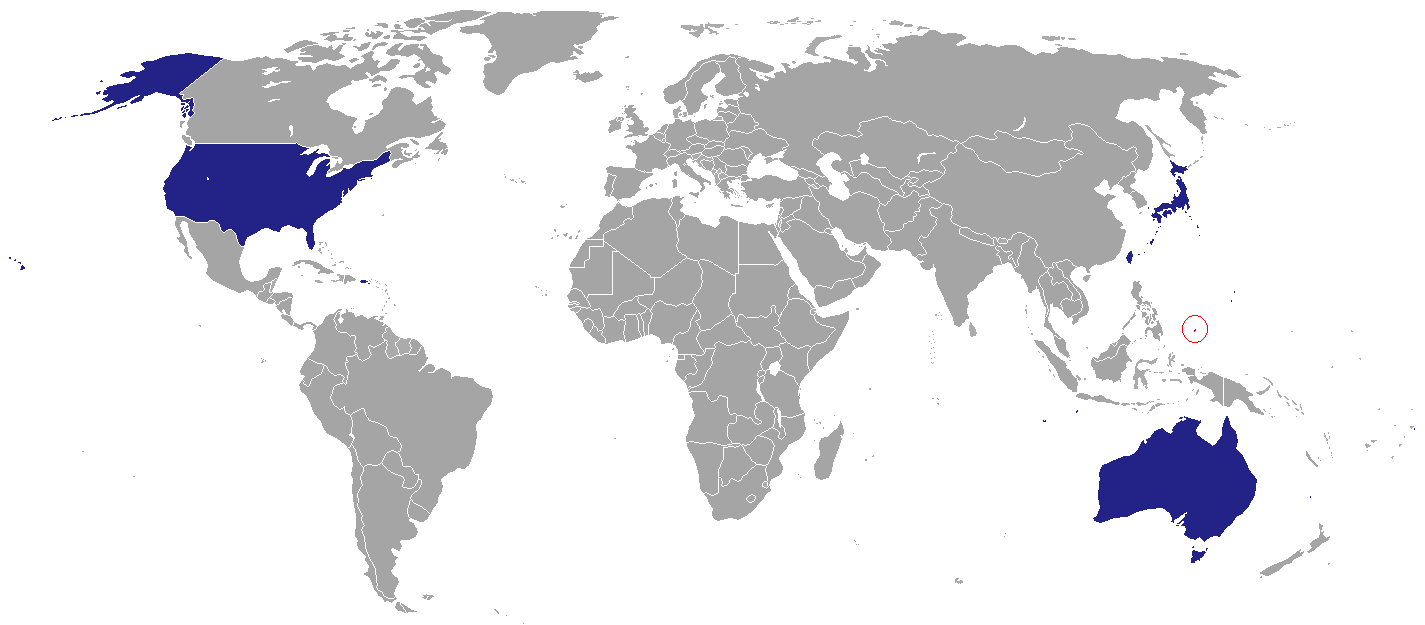
在帛琉常設大使館的國家一覽

駐帛琉外交機構列表為各國駐在帛琉共和國的大使館與領事館列表。
目前，在前首都科羅爾駐有3個大使館，艾拉伊州則駐有1個大使館，而首都恩吉鲁穆德則未駐有任何大使館。

## 大使館

### 艾拉伊州
- 美国[1]

### 科羅爾
- [2]
- 中華民國（臺灣）（大使館）[3]
- 日本[4]

## 非常駐
以下機構常駐於菲律宾马尼拉：
- 奥地利
- 比利时
- 巴西
- 智利
- 捷克
- 丹麦
- 法國
- 德国
- 希腊
- 匈牙利
- 印度尼西亞
- 以色列
- 義大利
- 马来西亚
- 墨西哥
- 挪威
- 波蘭
- 俄羅斯
- 沙烏地阿拉伯
- 南非
- 西班牙
- 瑞士
- 泰國
- 阿联酋
- 英国
- 越南

以下機構常駐於日本東京都：
- 哥伦比亚
- 斯洛伐克
- 瑞典
- 土耳其

常駐於其他地區：
- （波纳佩岛）
- 加拿大（堪培拉）
- 古巴（蘇瓦）
- 愛爾蘭（惠灵顿）
- 新西兰（檀香山）
- 菲律賓（阿加尼亚）

## 曾經駐有的大使館
- 菲律賓（2012年關閉）[5]